# Мунтари, Салли
Сулейма́н Али́ Мунта́ри (англ. Suleyman Ali Muntari; 27 августа 1984, Кононго, Гана) — ганский футболист, игравший на позиции полузащитника.

## Биография

### Клубная
Профессиональную карьеру начал в клубе «Либерти Профешионалс» (англ. Liberty Professionals) в 2001 году. Проявил себя с самой лучшей стороны на молодёжном чемпионате мира 2001 года, где был замечен селекционерами «Удинезе». С 2001 Мунтари — игрок основного состава «Удинезе».
В 2007 году Мунтари получил трансферные предложения от клубов «Портсмут», «Милан», «Ювентус», «Интернационале», «Рома». Мунтари выбрал английскую премьер-лигу. Дебютировал за «Портсмут» 11 августа 2007 года в матче против «Дерби Каунти». Первый гол — 29 сентября 2007 года в ворота «Рединга». Всего в сезоне забил ещё три гола — один «Бирмингем Сити» и два «Астон Вилле». «Портсмут» занял итоговое 8-е место. В составе «Портсмута» выиграл Кубок Англии.
Летом 2008 года Мунтари перешёл в миланский «Интер». Первую игру провел 30 августа 2008 года против «Сампдории». Первый гол забил в ворота «Ювентуса» 22 ноября 2008 года.
29 января 2011 года игрок перешёл в английский клуб «Сандерленд» на правах аренды до конца сезона 2010/11 с правом последующего выкупа. 31 января 2012 года Мунтари перешёл в «Милан» в полугодичную аренду. В составе «Милана» в чемпионате Италии дебютировал 19 февраля 2012 года в выездном матче против «Чезены» (1:3), Мунтари на 29 минуте открыл счёт в игре, забив гол в ворота Франческо Антониоли.
22 февраля 2018 года Мунтари стал игроком «Депортиво». Ганец заключил контракт сроком до конца сезона.

### Сборная Ганы
В составе сборной Ганы участвовал в молодёжном чемпионате мира 2001 года, Олимпийских играх 2004 года (отчислен из команды по дисциплинарным причинам), финальной части чемпионата мира по футболу 2006, Кубка африканских наций 2008, чемпионата мира по футболу 2010, чемпионата мира по футболу 2014 (отчислен из команды по дисциплинарным причинам).

#### Конфликт в сборной Ганы
Мунтари наказан за то, что ударил члена управляющего комитета сборной Ганы Мозеса Арма Паркера.
Мунтари сообщили о том, что он больше никогда не будет выступать в составе национальной команды после изгнания из лагеря сборной на чемпионате мира 2014 года в Бразилии.

## Достижения

### Командные
Портсмут
- Обладатель Кубка Англии: 2007/08

Интернационале
- Чемпион Италии (2): 2008/09, 2009/10
- Обладатель Кубка Италии: 2009/10
- Обладатель Суперкубка Италии (2): 2008, 2010
- Победитель Лиги чемпионов: 2009/10

Сборная Ганы
- Бронзовый призёр Кубка африканских наций: 2008

### Личные
- Символическая сборная Африки по версии КАФ: 2008